# 長鎖散在反復配列

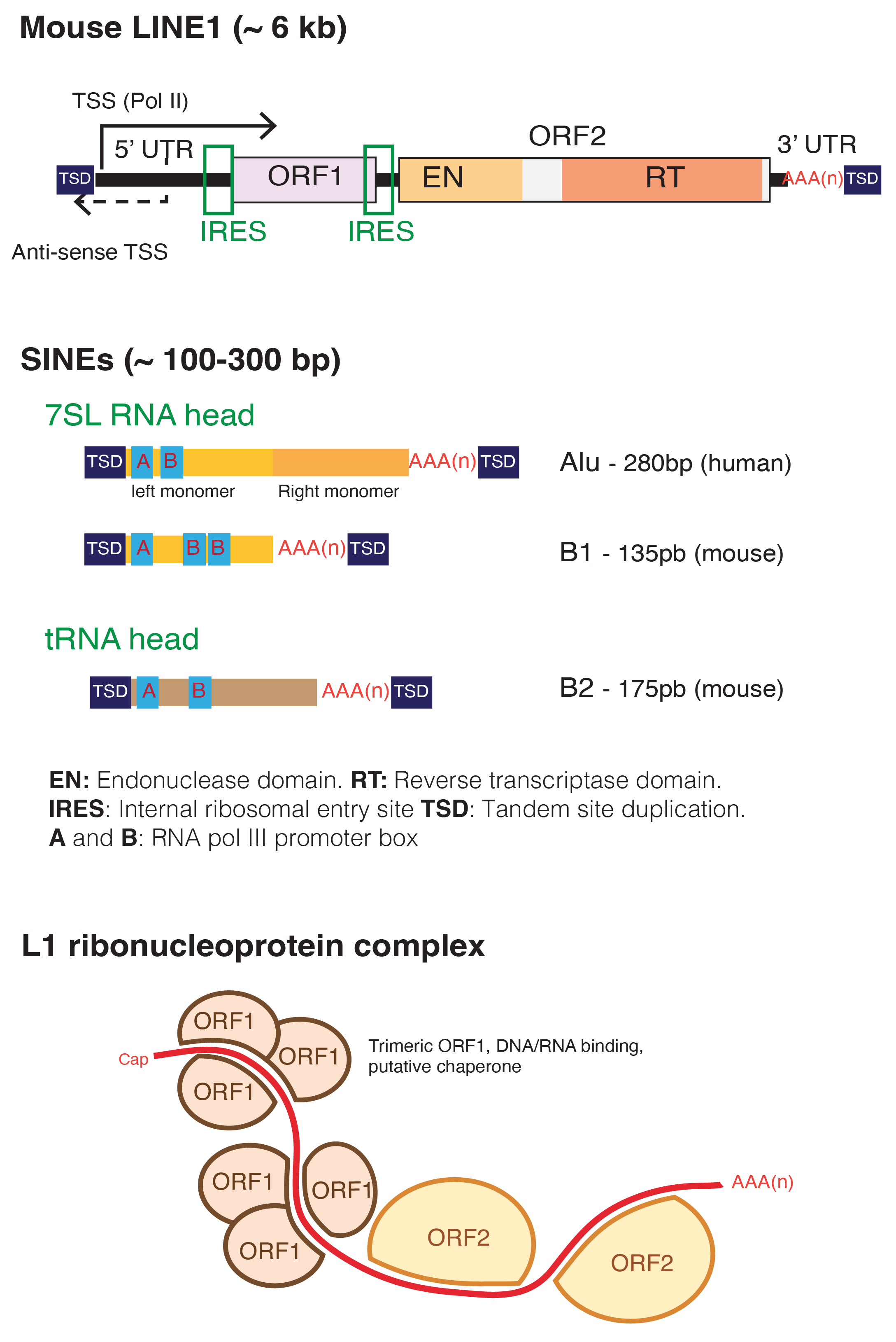
ネズミ科におけるLINE1およびSINEの遺伝構造。下：L1 RNA-タンパク質複合体の提案された構造。ORF1タンパク質が3量体を形成し、RNA結合活性および核酸シャペロン活性を示している。

長鎖散在反復配列（ちょうささんざいはんぷくはいれつ、英: long interspersed nuclear element, LINE）とは、非LTR型レトロトランスポゾンの一群である。多くの真核生物のゲノムに広く見られ、ヒトゲノムでは全体のおよそ21.1%を占める。それぞれの長さはおおよそ7000塩基対程度である。mRNAへ転写されたのち、逆転写酵素活性を持つタンパク質へと翻訳される。この逆転写酵素によりLINE RNAからコピーされたDNAのゲノム上における新しいサイトへの組み込みが可能となる。
ヒトゲノムにおいて多量にみられるのはLINE1だけである。ヒトゲノム上には、切り詰められたもので100000個の、完全な長さを持つもので4000個のLINE1要素が存在する。多くのLINE配列は、ランダム変異の蓄積によりもはや転写および翻訳が起こらないほど劣化している。LINE DNA配列の比較により、ゲノムへのトランスポゾンの挿入時期を推定できる。 

## 発見の歴史
J. Adams et al. 1980により、およそ6.4 kb長のLINE由来配列が初めて記載された。 

## 分類
鍵となる逆転写酵素 (RT) の構造的特徴と系統に基づき、L1、RTE、R2、I、Jockeyの5つの主要なグループに分類され、さらにすくなくとも28個の下位分類がある。 
植物ゲノムでは、これまでのところ、L1およびRTEに分類されるLINEのみが報告されている。L1型はいくつかのグループに下位分類されるが、RTE型LINEは保存性が高く、多くの場合単一のファミリーを構成する。 
菌類では、Tad、L1、CRE、Deceiver、Inkcapといった要素が同定されており、Tad類似要素は真菌のゲノムにのみ見られる。 
すべてのLINEは少なくとも1つのタンパク質、ORF2をコードする。ORF2 はRTドメインとエンドヌクレアーゼ (EN) ドメインをあわせもち、EN領域はN末端APEおよびC末端RLEのどちらかもしくはまれに両方の活性をもつ。リボヌクレアーゼHドメインが存在することもある。進化的に古いR2およびRTEスーパーファミリーを除いて、LINEは通常ORF1と呼ばれる別のタンパク質をコードする。ORF1はGag-knuckle型ジンクフィンガー、L1-like RRM (InterPro: IPR035300)、エステラーゼのいずれかもしくはすべてを持つ。植物、真菌、昆虫においてはLTRレトロトランスポゾン と比べてLINEの頻度は低いが、脊椎動物においては頻度が高く、特に哺乳動物においてはゲノムの約20％を占める。 

### LINE1
LINE1（L1 要素）は、現生のヒトゲノムにおいてもいまだ活動的な要素の1つであり、オオコウモリを除くすべての哺乳類に見られる。 

### その他
L2およびL3要素は、ヒトゲノムに痕跡のみを残しており、これらが活動的だったのはおよそ2〜3億年前と推定される。L1要素とは異なり、L2要素には隣接する標的部位重複がみられない。L2およびL3要素は共にCR1クレード Jockeyに分類される。

## 頻度

### ヒト
最初のドラフト版ヒトゲノムでは、ヒトゲノムに占めるLINEの割合は21％、コピー数は85万だった。この内訳はL1、L2、L3要素がそれぞれ51万6千、31万5千、3万7千であった。L1要素に依存して増殖する非自律的レトロトランスポゾンであるSINEは、ヒトゲノムの13％を占め、およそ150万のコピー数を持つ。SINEの起源はRTEに分類されるLINEに由来することが推定されている。最近の推定では、典型的な人間のゲノムには潜在的に可動性のあるL1要素が平均100個含まれるとされるが、分散が大きく多数の活動的L1要素を持ち、L1誘引変異導入の可能性が高い個体も存在する。 
L1のコピー数の増加は統合失調症患者の脳にも見られ、LINEがいくつかの神経疾患に役割を果たす可能性を示唆している。 

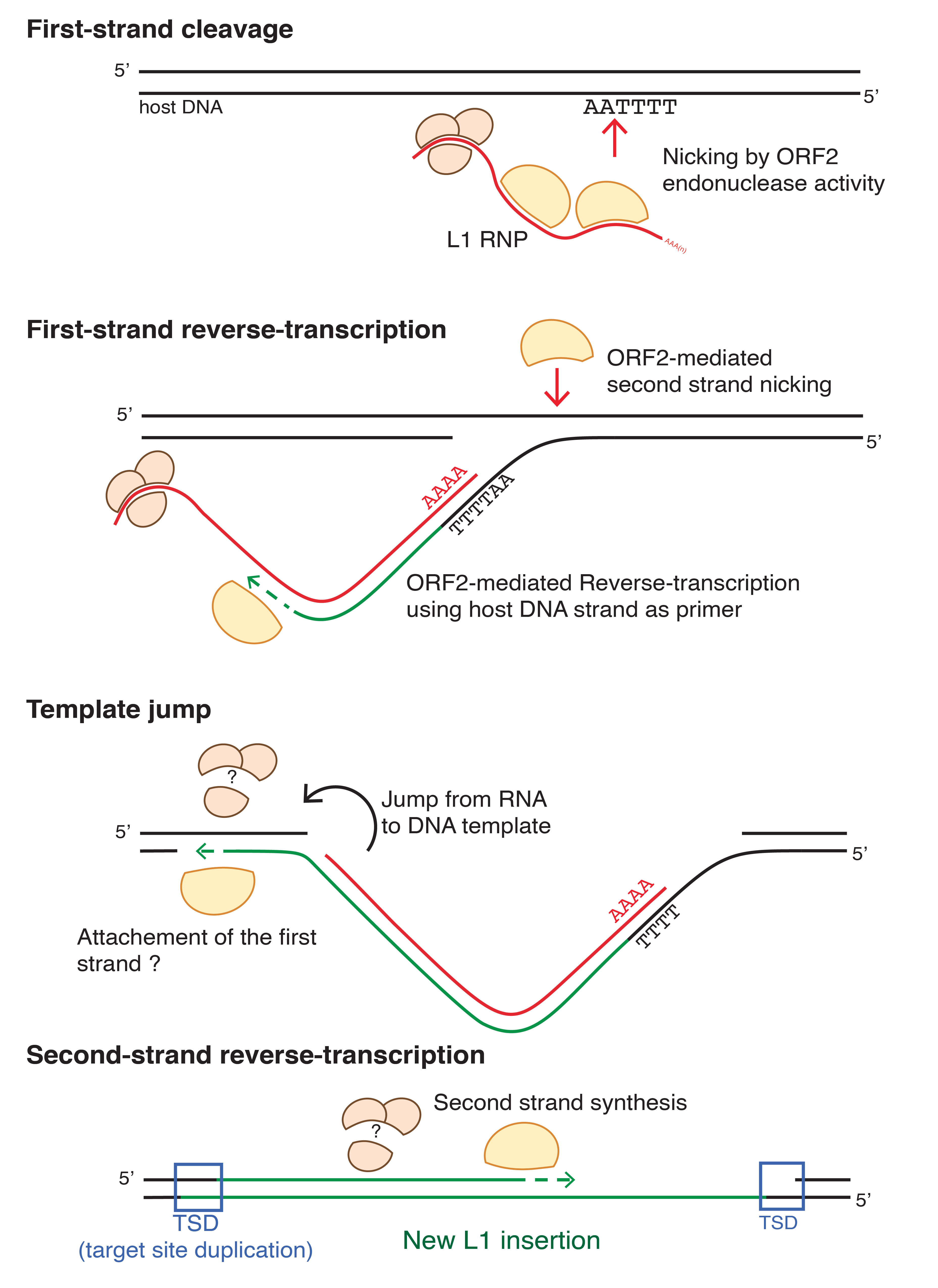
標的プライム逆転写（TPRT）のメカニズム：組み込みサイトで直接：L1 RNP はAAAATTヘキサヌクレオチドを認識し、ORF2のエンドヌクレアーゼ活性によりDNAの第一鎖が切断される。L1ポリAテールがTTTTオーバーハングに結合し、ホストDNAをプライマーとして逆転写が開始される。おそらくORF2は第二鎖の切断を仲介し、再びホストDNAをプライマーとして新たに合成されたcDNAのDNAテンプレートへの結合を仲介すると考えられる。

## 伝播
LINE は、標的プライム逆転写 (TPRT) と呼ばれる機構により伝播する。この機構は、カイコにおける R2 RNA要素について初めて記載された。 
ORF2（および存在する場合はORF1）タンパク質は、それらをコードするmRNAと主にcis会合し、おそらく2つのORF2と未知の個数のORF1トライマーからなるリボ核タンパク質 (RNP) 複合体を形成する。複合体は核に戻され、そこでORF2のエンドヌクレアーゼドメインにより（哺乳類ではTTAAAAヘキサヌクレオチドモチーフにおいて）DNAが開裂する。そして3′OHグループが逆転写酵素に対して開放され、LINE RNA転写物の逆転写開始が可能となる。逆転写後、標的鎖が切断され、新しく作成されたcDNAが組み込まれる。 
新たな挿入により短い標的部位重複が形成される。また、新たな挿入配列の大部分は5′が大幅に（ヒトにおける平均挿入サイズは 900bp）切り詰められ、しばしば逆転している（Szak et al., 2002）。5′UTRを欠くため、新しい挿入配列のほとんどは機能しない。 

## LINEの活性の調節
宿主細胞は、たとえばエピジェネティックなサイレンシングを介して、L1レトロトランスポジション活動を調節することが示されている。たとえば、L1配列に由来する低分子干渉RNAのRNA干渉機構により、L1レトロトランスポジションが抑制される可能性が指摘されている。 
植物ゲノムでは、LINEに対するエピジェネティック修飾により、近接遺伝子の発現変化や表現型の変化さえもが引き起こされる。アブラヤシの劇的な収量現象につながる"mantled"ソマクローナル変異体は、アブラヤシゲノムにおけるKarma型LINEに対するメチル化により引き起こされる。 
ヒトAPOBEC3C (A3C) を介するLINE-1の抑制が報告されている。これは、A3CとORF1pとの相互作用により逆転写酵素活性が影響されることによる。

## 疾患との関連
L1 由来疾患の歴史的な例として、挿入型遺伝子変異 により引き起こされる血友病Aが挙げられる。いくつかの種類の癌や神経障害など100近くの疾患がレトロエレメント挿入により引き起こされることが知られている。上皮細胞癌においてL1移動と発癌との間の相関が報告されている。LINEの低メチル化は染色体の不安定性および遺伝子発現の変化に関連し、さまざまな組織のさまざまながん細胞に見られる。癌遺伝子であるMET遺伝子内にある特定のL1の低メチル化は、膀胱癌の腫瘍形成に関連しする。交代勤務睡眠障害 は癌リスクの増加に関連するが、これは夜間に光にさらされることにより、L1起因ゲノム不安定性を抑制することが知られている、メラトニンが減少することによる。 